# Temple Neuf (La Neuveville)

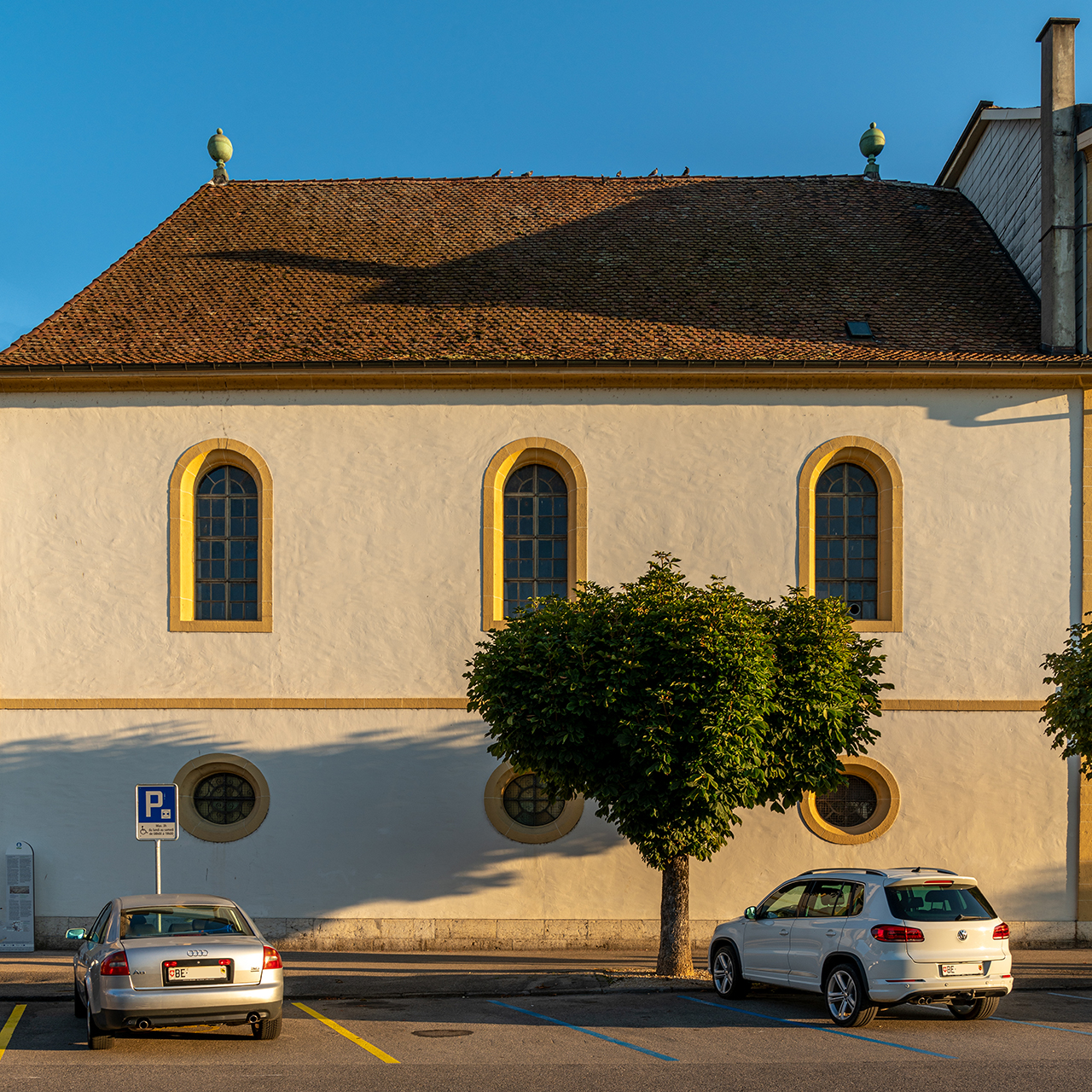
Temple Neuf (2022)

Der Temple Neuf (auch: Temple du Bas oder Temple du Lac) ist ein evangelisch-reformiertes Kirchengebäude des Barock in der Altstadt von La Neuveville, Schweiz.

## Geschichte
Das Kirchengebäude wurde in Ergänzung zur ausserhalb der Stadtmauern gelegenen Blanche Eglise errichtet. Die Gebrüder Berthoud planten die Querkirche nach dem Vorbild des Temple du Bas in Neuchâtel. Die Einweihung fand im Jahr 1720 statt.

## Beschreibung
Die Fassaden der turmlosen Kirche werden durch Gesimse und Pilaster gegliedert.
Gabentisch und Kanzel befinden sich an der Längsseite. Die liturgische Zone ist von allen Plätzen des Kirchenschiffs und der U-Empore aus sichtbar. Das Schema der U-Empore wurde kurz zuvor bei der reformierten Kirche Zurzach in der Schweiz eingeführt. 1922 wurde der Innenraum mit Dekorationsmalereien versehen.